# Zoppola
Zoppola (furlanisch Çopula oder Çopule) ist eine Gemeinde mit 8352 Einwohnern (Stand 31. Dezember 2023) in der italienischen Region Friaul-Julisch Venetien. Die Gemeinde umfasst neben dem Hauptort Zoppola zehn weitere Ortschaften und Weiler:
- Castions di Zoppola (Ortsteil von Zoppola, zu römischer Zeit Castrum Leonis genannt)
- Cusano
- Murlis
- Orcenico Inferiore
- Orcenico Superiore
- Ovoledo
- Poincicco
- Policreta
- Cevraia
- Ponte Meduna

Zoppola liegt etwa 9 km östlich von Pordenone in der Tiefebene des Friauls. Die Nachbargemeinden sind Arzene, Casarsa della Delizia, Cordenons, Fiume Veneto, Pordenone und San Giorgio della Richinvelda.
Die Gemeinde hat 8441 Einwohner und eine Fläche von 45 km².

## Städtepartnerschaften
- Tonneins, Frankreich, seit 1981
- Sankt Georgen am Längsee, Österreich, seit 1996